# Marija Paro Aljinović
Marija Paro rođena Aljinović (Baošić, Boka kotorska, Crna Gora, 13. ožujka 1936.)  je hrvatska, bosanskohercegovačka i jugoslavenska  kazališna, filmska, TV i  radijska glumica.

## Životopis
Glumačku je akademiju završila u  Sarajevu gdje stječe i prva glumačka iskustva. Prvo u  Narodnom pozorištu (1954.), a kasnije i u  Malom Pozorištu (kasnije Kamerni teatar 55) kojeg je i suosnivačica zajedno sa slavnim bosanskohercegovačkim redateljem  Jurislavom Korenićem gdje zajedno s prvim članovima ansambla pokušavaju pronaći i ostvariti avangardni i suvremeni kazališni izričaj osnivajući prvo eksperimentalno kazalište u Jugoslaviji. U Sarajevu nastavlja nastupati do 1957., a godine 1958. seli u Zagreb te cijeli svoji glumački vijek provodi, do mirovine 1995., u Hrvatskom narodnom kazalištu u Zagrebu nastupajući povremeno i na ostalim scenama te u ostalim medijima. 

## Popis uloga

### Film
- "Pod sumnjom" (1956.), kao Marija: scenaristi: Branko Belan i Grgo Gamulin, redatelj: Branko Belan
- "Izgubljena olovka" (1960.) kao druga starija učiteljica; scenaristica:  Stanislava Borisavljević; redatelj: Fedor Škubonja
- "Okupacija u 26 slika (1978.) kao Nikova majka Marija; scenaristi: Filip David, Stipe Gurdulić, Mato Jaksić, Mirko Kovač, Ranko Munitić, Lordan Zafranović; redatelj: Lordan Zafranović

### Televizija
- " Balkon"  (1959.), kao Cvijeta/Flora; scenarij: Ivo Štivičić prema istoimenoj noveli  Antuna Gustava Matoša, redatelj Mario Fanelli,  TV Zagreb
- " Čovjek od važnosti" (1961.); scenarij: Krešo Novosel, redatelj Mario Fanelli,  TV Zagreb
- "Treći je došao sam" kao Marija, Ivo Štivičić, 1962. redatelj Mario Fanelli,  TV Zagreb
- "Banket", Momor Kapor 1965.,  redatelj Mario Fanelli,  TV Zagreb
- "Figarova ženidba", Pierre Augustin Caron de Beaumarchais, 27 rujan 1965.), redatelji: Berislav Makarović i Georgij Paro,  TV Zagreb
- "Diogeneš" kao Amalija, August Šenoa Ivica Ivanec, (1971.), redatelji; Georgij Paro i Vjekoslav Vidošević,  TV Zagreb
- "Leda" kao Prva dama, Miroslav Krleža Tomislav Lalin, (1971.); redatelj: Petar Šarčević,  TV Zagreb

### Radio
- "Šetnja" Vlado Gotovac, 22.09.1971.; Redatelj: Georgij Paro, Radio Zagreb - III program

### Kazalište
- Neli, "Ljeto i dim", Tenneesee Williams, 1954.; redatelj: Boro Grigorović, Narodno pozorište
- Mara, "Mećava", Pero Budak, 12. prosinca 1954.; redatelj: Kalman Mesarić, Narodno pozorište
- La-Lo, "Put oko sveta",  Branislav Nušić, 5. prosinca 1956., Narodno pozorište
- Janica, "Svoga tijela gospodar", Slavko Kolar, 5. svibnja 1957., Narodno pozorište
- Ana Dembi, "Kean", Jean-Paul Sartre (1953.) i Aleksandar Dima (1836.), 10. studenog 1957., Narodno pozorište
- Marija, "U agoniji",  Miroslav Krleža, 5. lipnja 1954.; redatelj: Vaso Kosić, Narodno pozorište
- Ana Dalders, "Mladost pred sudom", Hans Thimaer, 7. ožujka 1955.; redatelj: Jurislav Korenić,  Malo pozorište
- Sultanija, "Hasanaginica", Milan Ogrizović, redateljica: Jolanda Đačić, 18. siječnja 1956., Malo pozorište
- Marija, "Tri telefonska razgovora", Svetozar Brkić, Malo pozorište
- Lotosov cvijet, Čajđinica, Malo pozorište
- Gaša, "Šarena lopta", redatelj: Jurislav Korenić, 23. svibnja 1955., Malo pozorište
- Kordelija, "Kralj Lear" William Shakespeare; Malo pozorište
- Cica, "Ljudi", Velimir Subotić, redatelj: Borislav Grigorović, 21. rujna 1955., Malo pozorište
- Hana, "Događaj u mjestu Gogi", Slavko Grum,Malo pozorište
- Keka, Ribarske svađe, Carlo Goldoni, redatelj: Vlado Jablan, 6. ožujka 1956., Malo pozorište
- Puk, San ljetne noći, redatelj: Jurislav Korenić, sezona 1955./56. Malo pozorište
- Diksi Evas, "Veliki nož", Malo pozorište
- Lisil, "Dantonova smrt" Georg Buchner, redatelj: Jurislav Korenić, 11. studenog 1956., Malo pozorište
- Magda, "Vejka na vjetru", Kole Čašule, redatelj: Jurislav Korenić, 11. ožujka 1958., Malo pozorište
- Katrin, "Majka Courage", Bertolt Brecht, redatelj: Borislav Grigorović, 30. siječnja 1958., Malo pozorište
- Ana Frank, "Ana Frank", redatelj: Jurislav Korenić, 20. listopada 1957., Malo pozorište
- Roksana, "Cyrano de Bergerac", redatelj: Jurislav Korenić, Malo pozorište
- Žena, "Pripovijedaj mi poput kiše i pusti me da slušam", Tennesse Williams, 4. prosinca 1958.; redatelj: Davor Šošić, Komorna scena HNK
- Ona/Marija Marković, "Pukotina raja", Milan Tutorov, 1959.; redatelj: Georgij Paro, Komorna scena HNK
- Perce, "Balada o Tillu Eulenspiegelu", Güther Weisenborn; 25. siječnja 1959., redatelj: Tito Strozzi, Hrvatsko narodno kazalište u Zagrebu
- Varvara Ardaljonovna, "Idiot", Fjodor Mihajlovič Dostojevski; redatelji: Georgij Paro i Božidar Violić, 6. ožujka 1960., Hrvatsko narodno kazalište u Zagrebu
- Susan, "Lucy Crown™, Irwin Shaw: redatelj: Davor Šošić, 6. rujna 1959., Hrvatsko narodno kazalište u Zagrebu
- Lucille, "Pokus ili kažnjena ljubav", Jean Anouilh; Georgij Paro, 30. listopada 1959. Komorna pozornica ADU
- Inga, "Prvi dan slobode",  Leon Kruczkowski; redatelj: Joža Gregorin, 10. lipnja 1960. Komorna pozornica ADU
- Irena, "Pozdrav šerifu" Arsen Diklić; redatelj: Georgij Paro, 18. svibnja 1961., Komorna pozornica ADU
- Ana, "Pravednik ili Kolo oko stare fontane", Mirko Božić; redatelj: Dino Radojević, 26. veljače 1961., Hrvatsko narodno kazalište u Zagrebu
- Irina, ™Tri sestre" Anton Pavlovič Čehov; redatelj: Davor Šošić, 23. svibnja 1962., Hrvatsko narodno kazalište u Zagrebu
- Johanna, "Zatočenici Altone", Jean-Paul Sartre; redatelj: Dino Radojević, 2. veljače 1962., Hrvatsko narodno kazalište u Zagrebu
- Suzanne, "Figarova svadba ili Ludi dan", Pierre Augustin Caron De Beaumarchais; redatelj: Georgij Paro, 13. siječnja 1963., Hrvatsko narodno kazalište u Zagrebu
- Hilda, "Vrag i dragi Bog", Jean - Paul Sartre; redatelj: Dino Radojević, 12. studenog 1964., Hrvatsko narodno kazalište u Zagrebu
- Amélie, "Pobrini se za Ameliju", Georges Feydeau; redatelj: Georgij Paro, 19. rujna 1965., Hrvatsko narodno kazalište u Zagrebu
- Zbor, žene Korinćanke, sin Mnesarhov, Salaminjanin - "Medeja", Euripid; redatelj: Božidar Violić 21. studenog 1965., Hrvatsko narodno kazalište u Zagrebu
- Darja Pavlovna Šatova - "Demoni", Fjodor Mihajlovič Dostojevski; redatelj: Zvonimir Bajsić, 2. ožujka 1966., Hrvatsko narodno kazalište u Zagrebu
- Hrjumina - grofica unuka, "Teško pametnom", Aleksandr Sergejevič Gribojedov; redatelj: Georgij Paro, 8. studenog 1966., Hrvatsko narodno kazalište u Zagrebu
- Corallina, "Veliki smiješni rat", Carlo Goldoni; redatelj: Joško Juvančić, 2. listopada 1966., Hrvatsko narodno kazalište u Zagrebu
- Žena u odjeći španjolske kraljice, "Komorna glazba", Arthur Kopit; 11. prosinca 1966., redatelj: Petar Šarčević, Mala scena HNK kazališta ADU
- Spokojan čovjek, "Na putu prema smrti Izazivam!", Henry Michauxa; redatelj: Petar Šarčević, 23. travnja 1967., Mala scena HNK kazališta ADU
- Lily, "Mrtvo pismo", Robert Pinget; redatelj: Petar Šarčević, 23. travnja 1967., Mala scena HNK kazališta ADU
- Margaret zvana Pegeen, "Najveći junak Zapadne Irske", John Millington Synge; redatelj Georgij Paro, 2. travnja 1968., Radničko sveučilište "Moša Pijade" (Zagreb)
- Don Juan, "Don Juan ili Nekoć u Sevilli", Samuil Josifović Aljošin; redatelj: Vjekoslav Vidošević, 19. studenog 1968., Radničko sveučilište "Moša Pijade" (Zagreb)
- Barunica Amalija Klefeld, "Diogeneš" prema romanu Augusta Šenoe, Ivica Ivanac; redatelji: Georgij Paro i Vjekoslav Vidošević, 1. prosinca 1969., Hrvatsko narodno kazalište u Zagrebu
- Hor, Jovan Hristić, "Sedmorica danas", 7. svibnja 1969.; redatelj: Georgij Paro, Teatar &TD
- Lucille, "Pokus ili kažnjena ljubav", Jean Anouilh; redatelj: Georgij Paro, 13. listopada 1970. Hrvatsko narodno kazalište u Zagrebu
- Nena, "Venecijanka", nepoznati autor iz XVI. stoljeća; redatelj: Petar Šarčević, 7. veljače 1971., Hrvatsko narodno kazalište u Zagrebu
- Gospa Voković, "Interregnum 1608", Krešo Novosel; redatelj: Vladimir Gerić, 29. svibnja 1971., Hrvatsko narodno kazalište u Zagrebu
- Titanija, "San ivanjske noći", William Shakespeare, redatelj: Joško Juvančić; 26. prosinca 1971., Hrvatsko narodno kazalište u Zagrebu
- Prva dama, "Leda" Miroslav Krleža; redatelj: Petar Šarčević, 14. prosinca 1972. Hrvatsko narodno kazalište u Zagrebu
- Sestra Angelika Glembay, Dominikanka, "Gospoda Glembajevi", Miroslav Krleža; redatelj: Vladimir Gerić, 13. travnja 1974., Hrvatsko narodno kazalište u Zagrebu
- Polonija, "Hvarkinja", Martin Benetović; redatelj: Joško Juvančić, 16. prosinca 1973., Hrvatsko narodno kazalište u Zagrebu
- Robinjica Vlahinja, "Hasanaginica", Milan Ogrizović; redatelj: Dino Radojević, 24. ožujka 1976., Hrvatsko narodno kazalište u Zagrebu
- Prva planinska djevojka, "Peer Gynt", Henrik Ibsen, redatelj: Horea Popescu, 2. ožujka 1977., Hrvatsko narodno kazalište u Zagrebu
- Djevojke iz javne kuće, "Inspektorove spletke", Ranko Marinković; redatelj: Kosta Spaić, 16. listopada 1977., Hrvatsko narodno kazalište u Zagrebu
- Supruga, "Čarudetina Glinena kolica", Šudraka; redatelj: Mladen Škiljan, 13. veljače 1979., Hrvatsko narodno kazalište u Zagrebu
- Knez dubrovački, "Držićev san", Slobodan Šnajder;  redatelj: Ljubiša Ristić, 13. veljače 1980., Hrvatsko narodno kazalište u Zagrebu
- Pepa, "Zlatni mladić", prema romanu August Šenoa Augusta Šenoe, dramatizirao Vladimir Gerić, redatelj Joško Juvančić, 19. prosinca 1980., Hrvatsko narodno kazalište u Zagrebu
- Seljanka, "Sluge", Ivan Cankar; redatelj: Mladen Škiljan, 16. lipnja i 1. listopada 1981., Hrvatsko narodno kazalište u Zagrebu
- Katarina Michelson, "Banket u blitvi", Miroslav Krleža, redatelj: Georgij Paro, 10. studenog 1981., Hrvatsko narodno kazalište u Zagrebu
- Hipollita, "Šteta što je kurva", John Ford; redatelj Georgij Paro, 29. ožujka 1984., Hrvatsko narodno kazalište u Zagrebu
- Slabunjava plesačica, "Majstor i Margarita", Mihail Bulgakov; redatelj: Horea Popescu; 9. veljače 1985., Hrvatsko narodno kazalište u Zagrebu
- Kor žena, "Antigona", Sofoklo; redatelj: Ivica Kunčević, 18. svibnja 1985.; Hrvatsko narodno kazalište u Zagrebu
- Čuvarica reda, "Kurlani", Mirko Božić; redatelj: Mladen Škiljan, 5. listopada 1985., Hrvatsko narodno kazalište u Zagrebu
- Melita Katkić, "Ostavka", Čedo Prica; redatelj: Georgij Paro; 29. siječnja 1986.; Hrvatsko narodno kazalište u Zagrebu
- Ana Nikolajevna Antipova, "Ujakov san", Fjodor Mihajlovič Dostojevski; redatelj: Georgij Paro; 9. travnja 1987. RS Moša Pijade

## Vanjske poveznice
- Marija Aljinovic u internetskoj bazi filmova IMDb-u (engl.)